# WWE Evolve Championship
WWE Evolve Championship – tytuł mistrzowski profesjonalnego wrestlingu stworzony i promowany przez federację WWE dla brandu Evolve.

## Historia
Na odcinku Evolve z 7 maja 2025 roku, premier Evolve Stevie Turner ogłosił autworzenie WWE Evolve Championship i WWE Evolve Women’s Championship odpowiednio dla mężczyzn i kobiet. Tytuły zostały zaprojektowane tak, aby były bronione wyłącznie w brandzie Evolve, oferując więcej możliwości dla talentów debiutantów i debiutantów WWE oraz pojawiających się i zwiększających ekspozycję i możliwości.
Jackson Drake został inauguracyjnym mistrzem, pokonując Keanu Carvera, Edrisa Enofe’a i Seana Legacy’ego w fatal 4-way elimination matchu na Evolve.

## Wygląd pasa mistrzowskiego
Projekt jest podobny do oryginalnego mistrzostwa Evolve z oryginalnej firmy wrestlingowej Evolve. Oddzielne od brandu WWE Evolve. Płytki są jednak srebrne i fioletowe, a pasek jest czarny.

## Panowania
| Nr        | Ogólny numer panowania                                                     |
| Panowanie | Liczba panowań konkretnego mistrza                                         |
| Dni       | Liczba dni panowania                                                       |
| Dni roz.  | Dni panowania, które są uznawane przez federację na jej oficjalnej stronie |
| †         | Oznacza, że panowanie nie jest uznawane przez federację                    |
| <1        | Oznacza, że panowanie trwało mniej niż jeden dzień                         |
| +         | Oznacza, że liczba dni w posiadaniu wzrasta z kolejnym dniem               |

| Nr | Mistrz        | Zmiana mistrza                    | Zmiana mistrza | Zmiana mistrza | Statystyki panowania | Statystyki panowania | Statystyki panowania | Notka | Odn.  |
| Nr | Mistrz        | Data                              | Gala           | Miejsce        | Panowanie            | Dni                  | Dni roz.             | Notka | Odn.  |
| -- | ------------- | --------------------------------- | -------------- | -------------- | -------------------- | -------------------- | -------------------- | --- | ----- |
| 1  | Jackson Drake | 4 czerwca 2025(dts) (data emisji) | Evolve         | Orlando, FL    | 1                    | N/A                  | 1+                   | Pokonał Keanu Carvera, Edrisa Enofe’a i Seana Legacy’ego w fatal 4-way elimination matchu, aby zostać inauguracyjnym mistrzem. Data nagrania tego odcinka jest nieznana. | [ 3 ] |